# Otto Henning (Politiker, 1833)
Otto Henning (* 27. Februar 1833 in Greiz; † 28. Dezember 1908 ebenda) war ein deutscher Druckereibesitzer, Politiker und Mitglied des Deutschen Reichstags.

## Familie
Henning war der Sohn des fürstlichen Geheimen Regierungsrates und Konsistorial-Kammerrates Karl Wilhelm Henning und dessen Ehefrau Henriette geborene Kessler aus Greiz. Er heiratete am 23. September 1854 in Greiz Marie Louise Barth (* 27. März 1836 in Greiz; † 3. April 1897 ebenda), die zweite Tochter des Fabrikbesitzers Christian Friedrich Barth in Greiz. Die gemeinsame Tochter Margarethe heiratete 1889 den Notar und Landtagsabgeordneten Franz Brösel.

## Leben
Henning besuchte das Gymnasium in Greiz und machte dann eine kaufmännische Lehre in Dresden. Er war seit 1854 Hofdruckereibesitzer in Greiz. In seiner Druckerei erschien das Amtsblatt, es wurden offizielle Mitteilungen und Landtagsberichte veröffentlicht. Weiter war er Herausgeber des Greizer Tageblattes. 1872 war er einer der Initiatoren der Eisenbahnlinie Gera – Weischlitz und Direktor und Vorstand der Greizer Eisenbahngesellschaft.
Vom 4. Oktober 1871 bis zum 31. Dezember 1882, vom 1. Januar 1878 bis zum 31. Dezember 1894 und vom 1. Januar 1897 bis zum 31. Dezember 1908 war er Mitglied des Gemeinderates von Greiz. 1874 bis 1882 und 1900 war er Vorsteher des Gemeinderates. Dem Greizer Landtag gehörte er mit Unterbrechungen von 1874 bis 1908 an. Viele Jahre war er Landtagsvizepräsident und ab 1903 Alterspräsident.
Von 1887 bis 1890 war als Mitglied der Deutsche Reichspartei Abgeordneter des Deutschen Reichstags für den Wahlkreis Fürstentum Reuß älterer Linie  1 Greiz, Burgk.
Er wurde zum Ehrenbürger von Greiz ernannt. 1875 wurde er mit dem Ritterkreuz II. Klasse des großherzoglich sächsischen Hausordens vom weißen Falken ausgezeichnet.